# Reichslehrschmiede
Die Reichslehrschmiede war eine  Schmiede der SS in Dachau.
Sie wurde 1939 gegründet und produzierte bis 1945 Blankwaffen und Repräsentationswaffen aus Damaszenerstahl. Etwa zehn Personen waren dort beschäftigt, davon durchschnittlich fünf Lehrlinge. Organisatorisch gehörte sie zur SS-Division Totenkopf.
Leiter der Reichslehrschmiede war der Reichsschmiedemeister Paul Müller.